# Ozarba costalis
Ozarba costalis là một loài bướm đêm trong họ Noctuidae.